# كاينان (واكاياما)
مدينة كاينان (بالإنجليزية: Kainan) هي أحد المدن التابعة لمحافظة واكاياما. تأسست رسميًا في 01/05/1934. ويقدر عدد سكانها بـ 55877 نسمة حسب تقدير مكتب الإحصاء الياباني لعام 2012. تبلغ مساحة كاينان 101.18 كم2. بكثافة سكانية تبلغ 552 نسمة/كم2.

## أعلام
- هيتوشي موريشيتا
- هيرو أونودا
- يويتشي كومانو